# George Mackey
George Mackey   (Saint Louis, 1 de febrer de 1916 - Belmont, 15 de març de 2006) va ser un matemàtic estatunidenc.

## Vida i Obra
Tot i haver nascut a Saint Louis (Missouri), la família es va traslladar el 1925 a Hollywood (Florida) i, poc després, a Houston (Texas), localitats en les que ell i els seus dos germans van ser escolaritzats. Com que el seu pare tenia un negoci químic, es va inclinar per aquesta especialitat al iniciar els estudis universitaris a la universitat de Rice, però a mesura que va anar avançant es va anar inclinant per la física i les matemàtiques, especialitats en les quals es va graduar el 1938. Com que aquest any va ser un dels guanyadors del premi Putnam, no li va ser difícil ser admès a la universitat Harvard per fer estudis de postgrau. El 1942 va obtenir el doctorat defensant una tesi de topologia dirigida per Marshall Stone.
El curs següent (1942-43) va ser instructor a l'Institut de Tecnologia d'Illinois i, després de fer recerca militar per la Força Aèria dels Estats Units durant la Segona Guerra Mundial, es va incorporar com professor a la universitat Harvard on va fer tota la seva carrera acadèmica fins que es va retirar el 1985.
Els seus camps de recerca van ser la teoria ergòdica, la teoria de la representació, l'anàlisi funcional i la física matemàtica, i en aquest darrer camp, especialment per la mecànica estadística i pels fonaments de la teoria quàntica. Segons el seu punt de vista, les matemàtiques avançaven gràcies a una combinació d'àmplia col·laboració amb un ferotge individualisme. Tot i que no va ser un historiador de les matemàtiques en sentit estricte, si que es va preocupar per conèixer les arrels i l'evolució dels problemes que suscitaven el seu interès, publicant articles sobre el tema.